# Hipposideros ater
Hipposideros ater är en fladdermusart som beskrevs av Robert Templeton 1848. Hipposideros ater ingår i släktet Hipposideros och familjen rundbladnäsor. IUCN kategoriserar arten globalt som livskraftig. Inga underarter finns listade i Catalogue of Life. Wilson & Reeder (2005) skiljer mellan 7 underarter.
Arten når en absolut kroppslängd av 71 till 81 mm, inklusive en 27 till 36 mm lång svans samt en vikt av 5 till 7 g. Den har 38 till 43 mm långa underarmar, 7 till 9 mm långa bakfötter och 17 till 20 mm stora öron. Liksom hos andra familjemedlemmar förekommer hudflikar på näsan (bladet). Bladets översta del är inte utformad som ett spjut. Pälsen som täcker ovansidan består av hår som är ljus rödbrun till vit nära roten och mörkbrun till orange vid spetsen. Beroende på population dominerar den bruna eller den orange färgen. Även undersidan är täckt av tvåfärgade hår som är ljusare på spetsen. Storleken och formen av hudflikarna på näsan skiljer Hipposideros ater från andra släktmedlemmar.
Denna fladdermus har ett stort utbredningsområde i Sydostasien och i den australiska regionen. Den förekommer med flera från varandra skilda populationer från Indien till norra Australien, östra Nya Guinea och Bismarckarkipelagen. Arten lever vanligen i låglandet och i bergstrakter upp till 1200 meter över havet. Ibland når den 1700 meter över havet. Hipposideros ater vistas vanligen i ursprungliga skogar, i mangrove, i torra buskskogar och i andra naturliga landskap med träd. Den undviker jordbruksmark.
Individerna vilar i grottor, i bergs- eller mursprickor, i byggnader som besöks sällan av människor, i tunnlar och i vägtrummor. Där bildas vanligen små flockar. I sällsynta fall vilar några hundra djur tillsammans. Honor är 150 till 160 dagar dräktig och föder allmänt en unge per kull.